# Бугры (Алтайский край)
Бугры — поселок в Рубцовском районе Алтайского края. Входит в состав Новониколаевского сельсовета.

## История
Основан в 1924 г. В 1928 г. посёлок Бугринский состоял из 57 хозяйств, основное население — русские. В составе Ново-Николаевского сельсовета Локтевского района Рубцовского округа Сибирского края.

## Население
| 1926 | 1997 | 1998 | 1999 | 2000 | 2001 | 2002 | 2003 | 2004 |
| ---- | ---- | ---- | ---- | ---- | ---- | ---- | ---- | ---- |
| 335  | ↘290 | ↘277 | ↗279 | ↘273 | ↘256 | →256 | ↘251 | ↗252 |
| 2005 | 2006 | 2007 | 2008 | 2009 | 2010 | 2011 | 2012 | 2013 |
| ↗253 | ↘249 | ↘245 | ↘244 | ↘239 | ↘181 | ↗182 | ↘179 | ↘172 |